# Josep Broquetas i Rius
Josep Broquetas i Rius (Barcelona, 23 d'abril de 1900 - 16 de gener de 1936) fou un escriptor i traductor català.
A la mort del seu pare l'any 1924 en Josep es va integrar totalment a la redacció d'En Patufet i amb el pseudònim de Guillem d'Oloró va publicar un relat humorístic cada setmana durant tretze anys, un total de quasi set-cents relats, a més d'un bon nombre de poemes festius així com bastants contes morals de la Biblioteca Patufet. També a la mateixa revista però amb el pseudònim de Doctor Galena va escriure una sèrie d'articles tècnics―divulgatius en els que explicava la teoria i la pràctica per a rebre les primeres emissions de Radio que en pla experimental feia Radio Barcelona.
Com a membre de la Institució Catalana d'Història Natural era un estudiós de la Geologia i als vint anys va publicar dos articles en el butlletí d'aquesta entitat sobre les formacions geològiques en diverses muntanyes dels voltants de Barcelona.